# Une Cantate de Noël
Une Cantate de Noël (dt. Eine Weihnachtskantate, engl. A Christmas Cantata) ist eine Kantate des Schweizer Komponisten Arthur Honegger aus dem Jahre 1953; sie gilt als Honeggers letztes Werk. Die Kantate ist für gemischten Chor, Bariton-Solo, Orgel und Orchester sowie einen kleinen Kinderchor komponiert und beschreibt die biblische Weihnachtsgeschichte.

## Werk
Die Kantate ist in drei Teile unterteilt: Der erste Teil beschreibt die Wirren der Welt vor der Ankunft des Messias (Chorthema De profundis), der zweite Teil besteht aus einem Potpourri basierend auf den Melodien vieler bekannter Weihnachtslieder wie O du fröhliche, Stille Nacht, Es ist ein Ros entsprungen oder Il est né le divin enfant. Der dritte Teil ist ein feierlicher Chor in C-Dur (Laudate dominum), welcher in den orchestralen Schluss (mit einer Wiederaufnahme der Dissonanzen aus dem ersten Teil) mündet.